# Tămășeu (gmina)
Tămășeu – gmina w Rumunii, w okręgu Bihor. Obejmuje miejscowości Niuved, Parhida, Satu Nou i Tămășeu. W 2011 roku liczyła 2019 mieszkańców.